# Racines (album)
Pour les articles homonymes, voir Racine.
Albums de Eddy Mitchell
Fan Album
(1984) Palais des sports 84
(1984)
Racines est le vingt-quatrième album studio d'Eddy Mitchell sorti en 1984 sur le label RCA puis réédité par Polydor.

## Liste des titres
| No  | Titre | Durée |
| --- | --- | ----- |
| 1.  | Comme quand j'étais môme                                                                                     | 3:56  |
| 2.  | Mon clip préféré                                                                                             | 3:38  |
| 3.  | Le Blues du blanc                                                                                            | 3:24  |
| 4.  | L'idole chante au dessert                                                                                    | 3:51  |
| 5.  | Rupture en VHS                                                                                               | 3:37  |
| 6.  | Nashville ou Belleville                                                                                      | 3:16  |
| 7.  | Ciné, rock et bandes dessinées (Hotdaw) - M. Dosco, E. Whiling - Adaptation : Claude Moine                   | 2:29  |
| 8.  | Pourquoi m'laisses-tu pas tranquille, Lucille ? (Lucille) - R. Bowling, H. Bynum - Adaptation : Claude Moine | 3:31  |
| 9.  | Un chèque en bois... c'est drôle (Shake, Rattle and Roll) - Calhoun, Hill Range - Adaptation : Claude Moine  | 3:27  |
| 10. | Mes souvenirs, mes seize ans                                                                                 | 4:01  |

### Titres bonus (réédition CD)
Ces titres étaient uniquement disponibles en 45 tours à l'époque.
| No  | Titre            | Durée |
| --- | ---------------- | ----- |
| 11. | Pauvre Baby Doll | 3:43  |
| 12. | L'Alternance     | 3:02  |